# Кубок Тонги по футболу
Кубок Тонги по футболу — соревнование между футбольными клубами Тонги.

## Победители Кубка Тонги по футболу
- 1981 Нгеле’я
- 1982 Нгеле’я
- 1983 Нгеле’я
- 1984 Веитонго [1]
- 1985 Нгеле’я — Хоумакеликао +/—, счет неизвестен [1]
- 1986 Нгеле’я
- 1987 Нгеле’я
- 1988 Нгеле’я
- 1994 Навутока — Нгеле’я — 1:0 (80' Uame Toluta'u) [2]
- 1998 Веитонго — Халапили — 5:2
- 1999 Лотоха’апаи — Навутока 3:1 [3]
- 2002 Нгеле’я — Ма’уфанга +/—, счет неизвестен [4]
- 2003 Нгеле’я (возможный второй финалист — Лотоха’апаи) [5]
- 2004 — 2008 Не разыгрывался
- 2009 Победитель неизвестен
- 2010 Победитель неизвестен
- 2011 Марист [6]
  - Полуфиналы [7]
    - Марист - Нгеле’я — 2:1
    - Лотоха’апаи' - Паланги Юнайтед — 5:2

  - Финал [8]
    - Марист - Лотоха’апаи — 4:3

## Кубок лиги
Соревнование было проведено лишь раз, в 1998 году.
- 1998 Лотоха’апаи — Колофо'оу — 2:1, д.в.[9]

## Другие кубковые турниры Тонги
1984
- Sub-Districts Tournament — Таун Ист
- BP Inter-Districts Cup — Таун

1985
- Sub-Districts Tournament — Таун Вест
- BP Inter-Districts Cup — Таун

1998
- BP Oil Challenge Cup
  - 1. Лотоха’апаи
  - 2. Ха'атафу
  - 3. Кумифонуа
  - 4. Ха'атафу 2

2003
- Patron's Cup
  - Лотоха’апаи - Навутока — 4:0